# Stavri Filippou
Stavri Filippou (griechisch Σταύρη Φιλίππου; * 23. Oktober 1992) ist eine zyprische Leichtathletin, die im Mittelstreckenlauf antritt.

## Sportliche Laufbahn
Erste internationale Erfahrungen sammelte Stavri Filippou im Jahr 2024, als sie bei den Balkan-Hallenmeisterschaften in Istanbul in 2:05,28 min den fünften Platz im 800-Meter-Lauf belegte. Im Jahr darauf gelangte sie bei den Balkan-Hallenmeisterschaften in Belgrad mit 2:04,29 min auf den fünften Platz. Im Mai gewann sie bei den Spielen der kleinen Staaten von Europa (GSSE) in Andorra la Vella in 2:10,85 min die Silbermedaille über 800 Meter hinter der Malteserin Gina McNamara und siegte in 3:38,46 min mit der zyprischen 4-mal-400-Meter-Staffel. Anschließend wurde sie bei der 2. Liga der Team-Europameisterschaft in Maribor in 2:01,95 min Fünfte im A-Lauf über 800 Meter, ehe sie bei den Balkan-Meisterschaften in Volos in 2:02,97 min den sechsten Platz belegte. 
In den Jahren 2022, 2024 und 2025 wurde Filippou zyprische Meisterin im 800-Meter-Lauf sowie 2025 auch in der 4-mal-400-Meter-Staffel.

## Persönliche Bestleistungen
- 400 Meter: 56,73 s, 5. August 2023 in Löwen
- 800 Meter: 2:01,95 min, 28. Juni 2025 in Maribor
  - 800 Meter (Halle): 2:03,86 min, 1. Februar 2025 in Gent (zyprischer Rekord)